# Ptyssiglottis hallieri
Ptyssiglottis hallieri är en akantusväxtart som beskrevs av Valet.. Ptyssiglottis hallieri ingår i släktet Ptyssiglottis och familjen akantusväxter. Inga underarter finns listade i Catalogue of Life.